# Héctor Hernández (Fußballspieler)
Héctor Hernández García (* 6. Dezember 1935 in Guadalajara, Bundesstaat Jalisco; † 15. Juni 1984 ebenda) war ein mexikanischer Fußballspieler auf der Position eines Stürmers, der zwischen 1958 und 1966 für Chivas Guadalajara spielte und Teil jener legendären Mannschaft war, die in den neun Jahren zwischen 1957 und 1965 siebenmal mexikanischer Meister wurde und den Beinamen „Campeonísimo“ erhielt. Bekannt war er auch unter seinem Spitznamen „Chale“.

## Karriere
Hernández begann seine Profikarriere 1953 beim Club Oro in seiner Heimatstadt Guadalajara und wurde in der Saison 1955/56 Torschützenkönig der mexikanischen Liga. Vor der Saison 1958/59 wechselte er zum Club Deportivo Guadalajara, mit dem er seine größten Erfolge feierte und sechs Meistertitel in acht Spielzeiten gewann. Zusammen mit seinem Partner Salvador Reyes bildete er das beste Sturmduo in der Geschichte des Club Deportivo Guadalajara und vielleicht sogar im mexikanischen Fußball überhaupt. 1966 wechselte er zu den Jabatos de Nuevo León, bei denen er seine Karriere ausklingen ließ.
In der Regel bekleidete Chale Hernández die Position des Mittelstürmers oder des Linksaußen. Sein Länderspieldebüt gab er am 7. April 1957 gegen die USA (6:0). Hernández gehörte zum Kader der mexikanischen Nationalmannschaft, der zur WM 1962 nach Chile reiste. Dort wirkte er in allen drei Spielen der mexikanischen Nationalmannschaft mit und erzielte das entscheidende 3:1 (per Elfmeter in der 90. Minute) gegen den späteren Vizeweltmeister Tschechoslowakei. Allerdings half dieser Sieg am letzten Vorrundenspieltag nicht mehr, um Mexiko erstmals bei einer WM in die zweite Runde zu schießen.

## Tod
Als Hernández sich auf der Heimfahrt von Guadalajara, wo er seine Familie besucht hatte, nach Colima befand, wo er zu jener Zeit die Mannschaft der Loros de la Universidad de Colima trainierte, geriet der von ihm benutzte Bus in einen Unfall. Bei diesem erlitt Hernández einen schweren Schädelbruch, an dessen Folgen er – als einziger der insgesamt 27 Passagiere – bald darauf verstarb.

## Erfolge
- Mexikanischer Meister (6): 1959, 1960, 1961, 1962, 1964, 1965
- Mexikanischer Supercup (5): 1959, 1960, 1961, 1964, 1965
- Pokalsieger (1): 1963
- CONCACAF-Champions’-Cup-Sieger (1): 1962